# Warchały
Warchały [pronunciación en polaco: /varˈxawɨ/] (en alemán: Warchallen) es un pueblo en el distrito administrativo de Gmina Jedwabno, dentro del Distrito de Szczytno, Voivodato de Varmia y Masuria, en el norte de Polonia. Se encuentra aproximadamente 12 kilómetros al oeste de Szczytno y 34 kilómetros al sudeste de la capital regional, Olsztyn.
Hasta 1945 el área era parte de Alemania (Prusia Oriental).